# Lichtplan
Een lichtplan is een woord dat in meerdere vakgebieden wordt gebruikt. De theaterwereld, het bedrijfsleven en bij particulieren.

## Theater
Binnen de theaterwereld kent het woord twee betekenissen; De eerste betekenis is het lichtontwerp zelf. 

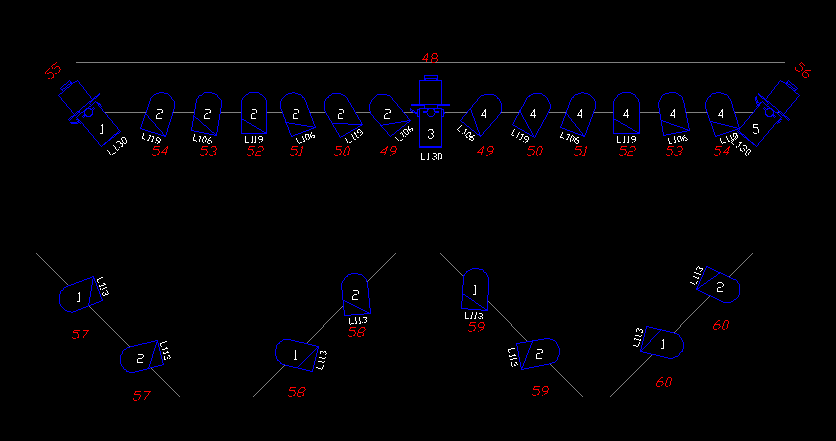
Lichtplan voor tegenlicht, te zien zijn de identificatienummers van de lampen op de betreffende trek (in wit, gelijke nummers geven een zogenaamde "sixbar" aan), de kanaalnummers (in rood), de gebruikte kleurfilter (in wit, L###) en het soort lamp.

De tweede betekenis is het vel papier waarop het plan staat uitgetekend. Als een lichtontwerper met een nieuw lichtplan begint, start hij met twee dingen, het script van de voorstelling en een basislichtplan van het theater waarin de voorstelling opgevoerd gaat worden. Aan de hand van deze twee gegevens gaat de lichtontwerper aan het werk. Het eindresultaat is een volledig uitgewerkt lichtplan dat gegevens bevat over het type en de plaats van de te gebruiken spots, de lichtrichting en de kleur van het filter.
Daarnaast heeft het lichtplan ook betrekking op evenementen. Dit wil zeggen dat voor evenementen aan de verlichting besprekingen ter grondslag liggen, zoals de apparatuur die in het lichtplan wordt opgenomen. Dit lichtplan is de basis van de evenementen.
Hoewel kleine amateurdrive-inshows niet met een vastgelegd lichtplan werken, doen professionele bands en grotere drive-inshows dit wel. De meeste bands stellen voorwaarden wat dit betreft. Dit wordt vooraf aangeven via een rider.

## Interieurinrichting
Binnen de particuliere sector wordt het steeds gebruikelijker om met een lichtplan aan de slag te gaan. Woningen worden luxueuzer en er worden hogere eisen aan de verlichting gesteld. Algemene verlichting als basis, accentverlichting voor de aandacht en licht om naar te kijken als decoratief element.

## Bedrijfswereld
Binnen het bedrijfsleven zoals de retail, het kantoor of de fabriekshal wordt een lichtplan op een andere manier geïnterpreteerd. De verlichting in bijvoorbeeld de winkel is van grote invloed op het koopgedrag van klanten. Als producten op de juiste manier worden belicht, vergroot dat de visuele aantrekkingskracht en daarmee de winkelomzet. Belangrijk is hierbij een passend verlichtingsadvies voor het bedrijf. Een lichtplan bestaat vaak uit diverse lichtberekeningen, visualisaties en een plattegrond. 